# Kanton Argentat-sur-Dordogne
Argentat-sur-Dordogne is een kanton van het Franse departement Corrèze. De naam Argentat werd bij decreet van 5 maart 2020 aangepast aan de naam van de hoofdplaats. Het kanton maakt deel uit van het arrondissement Tulle.

## Gemeenten
Het kanton Argentat omvatte tot 2014 de volgende gemeenten:
- Albussac
- Argentat (hoofdplaats)
- Forgès
- Ménoire
- Monceaux-sur-Dordogne
- Neuville
- Saint-Bonnet-Elvert
- Saint-Chamant
- Saint-Hilaire-Taurieux
- Saint-Martial-Entraygues
- Saint-Sylvain

Na de herindeling van de kantons bij decreet van 24 februari 2014, met uitwerking op 22 maart 2015 telt het kanton 30 gemeenten.

Op 1 januari 2017 werden de gemeenten Argentat en Saint-Bazile-de-la-Roche ( in het kanton La Roche-Canillac ) samengevoegd tot de fusiegemeente (commune nouvelle) Argentat-sur-Dordogne. Bij decreet van 5 maart 2020 werd het grondgebied van de voormalige gemeente Saint-Bazile-de-la-Roche bij het kanton gevoegd.
Sindsdien omvat het kanton volgende gemeenten : 
- Albussac
- Altillac
- Argentat-sur-Dordogne (hoofdplaats)
- Auriac
- Bassignac-le-Bas
- Bassignac-le-Haut
- Camps-Saint-Mathurin-Léobazel
- La Chapelle-Saint-Géraud
- Darazac
- Forgès
- Goulles
- Hautefage
- Mercœur
- Monceaux-sur-Dordogne
- Neuville
- Reygade
- Rilhac-Xaintrie
- Saint-Bonnet-Elvert
- Saint-Bonnet-les-Tours-de-Merle
- Saint-Chamant
- Saint-Cirgues-la-Loutre
- Saint-Geniez-ô-Merle
- Saint-Hilaire-Taurieux
- Saint-Julien-aux-Bois
- Saint-Julien-le-Pèlerin
- Saint-Martial-Entraygues
- Saint-Privat
- Saint-Sylvain
- Servières-le-Château
- Sexcles